# صناعة الفخار في مصر
الفخار  ( بالإنجليزية Pottery) هو تحويل نوع معين من الطين " الصلصال " إلى مادة صلبة يُطلق عليها أدوات أو أوانى تستخدم في الخزن والطبخ والشرب، ويعتبر من أقدم المهن ويطلق عليه أيضا الخزف أو نوع معروف من الخزف تعمل منه الجرار والكيزان وغيرها و لقد استُمدت صناعته من البيئة فإذا أُريد عمل فخار يُغسل الطين بالماء حتى تنفصل عنه الحجارة والاوساخ الثقيلة ثم يوضع في أفران تسمى ( قمائن) ذات درجة حرارة عالية لإنتاج العديد من المنتجات ويعتبر الفخار من أوائل الحرف التي امتهنها أبناء الواحات وظلت موروثا ثقافيا وبيئيا وحرفيا حتى وقتنا الحالي، ومن المؤكد أن لفظ الفخار قديم جداً فقد ورد في الأكدية بصيغة(baharu) وتعنى الفخار وصانع الفخار وتكتب بالسومرية بعلامة مسمارية هى صورة الجرة الصغيرة

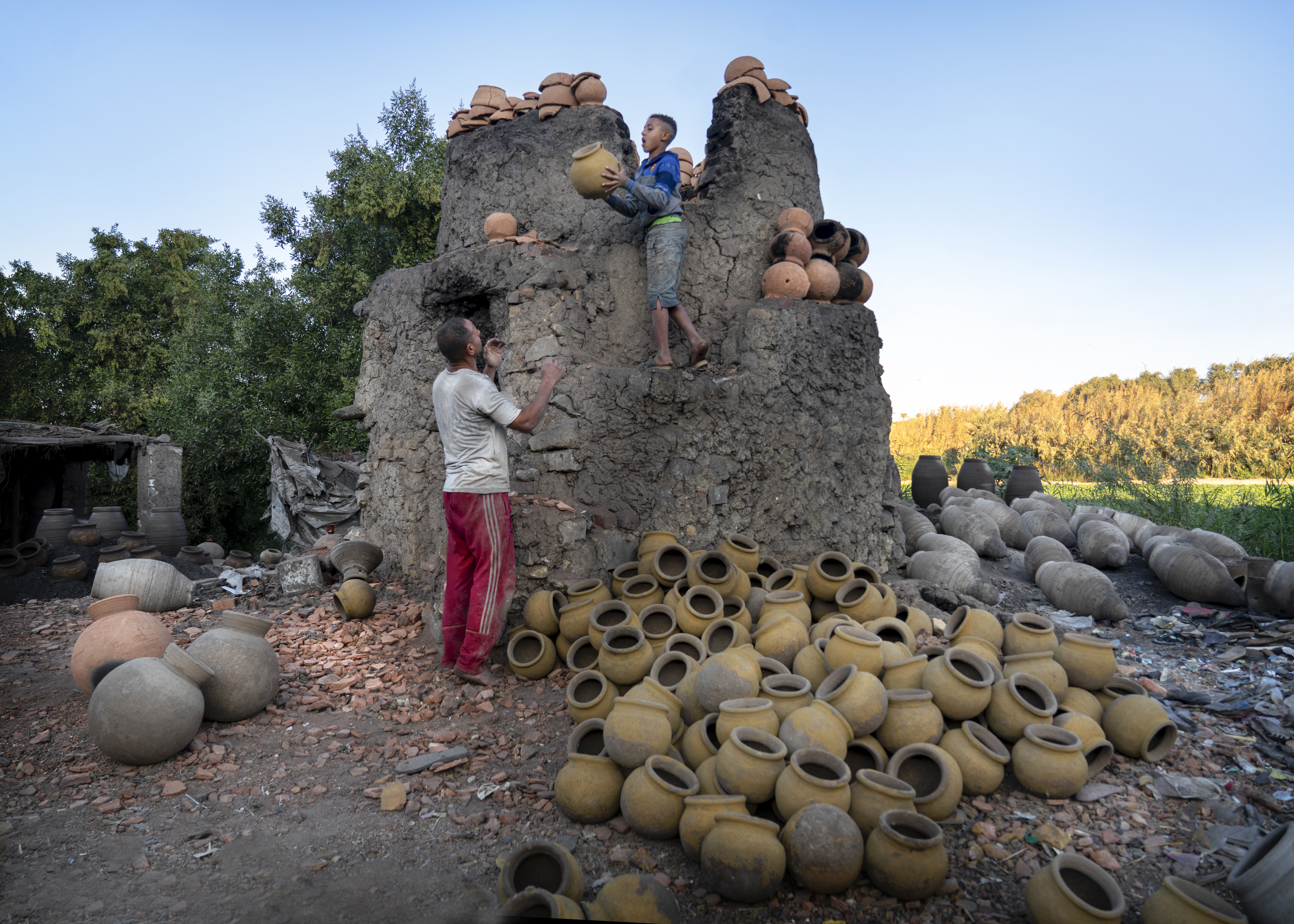
قمائن حرق الفخار
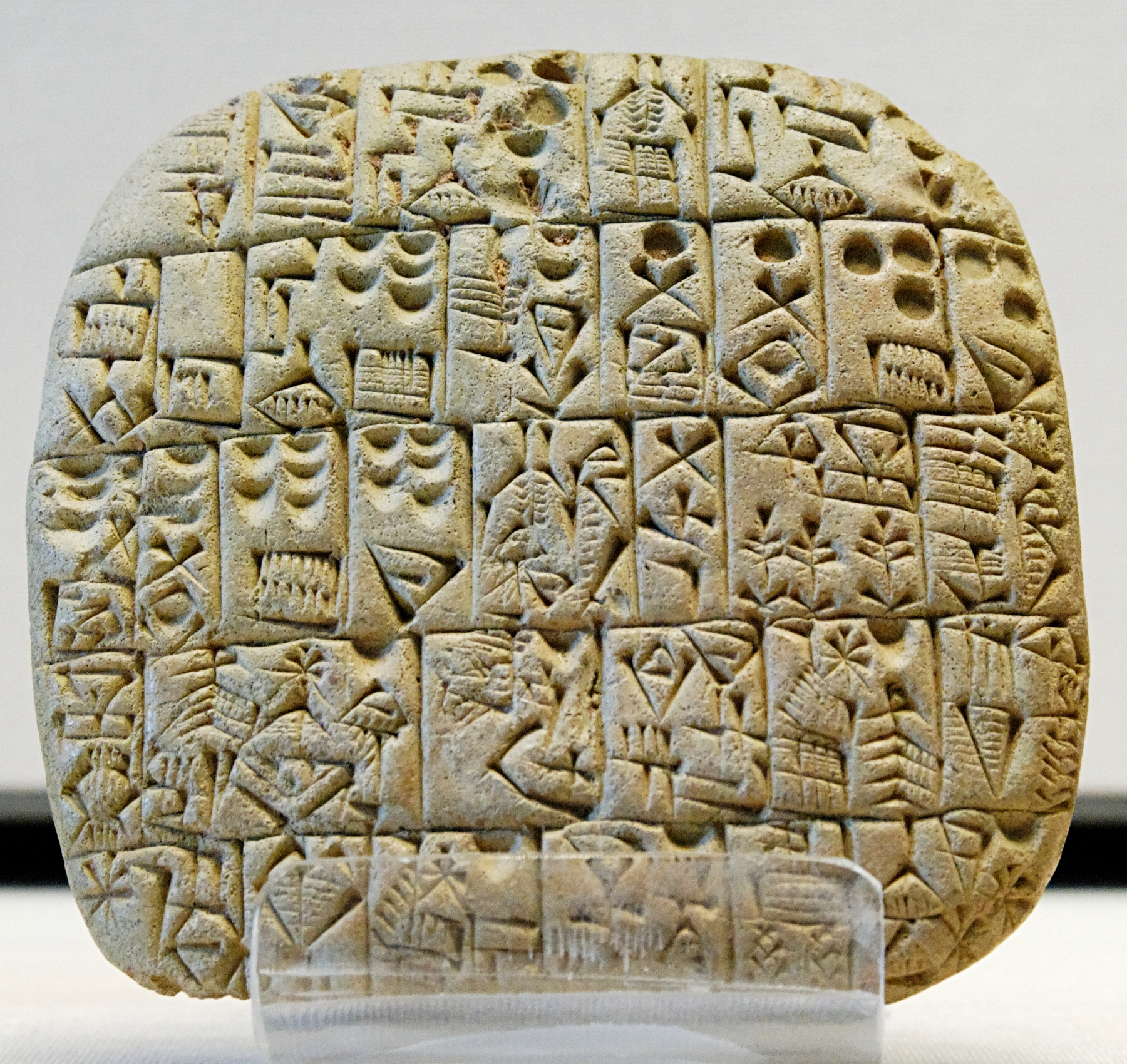
الكتابة المسمارية واستخدمت لكتابة اللغة السومرية
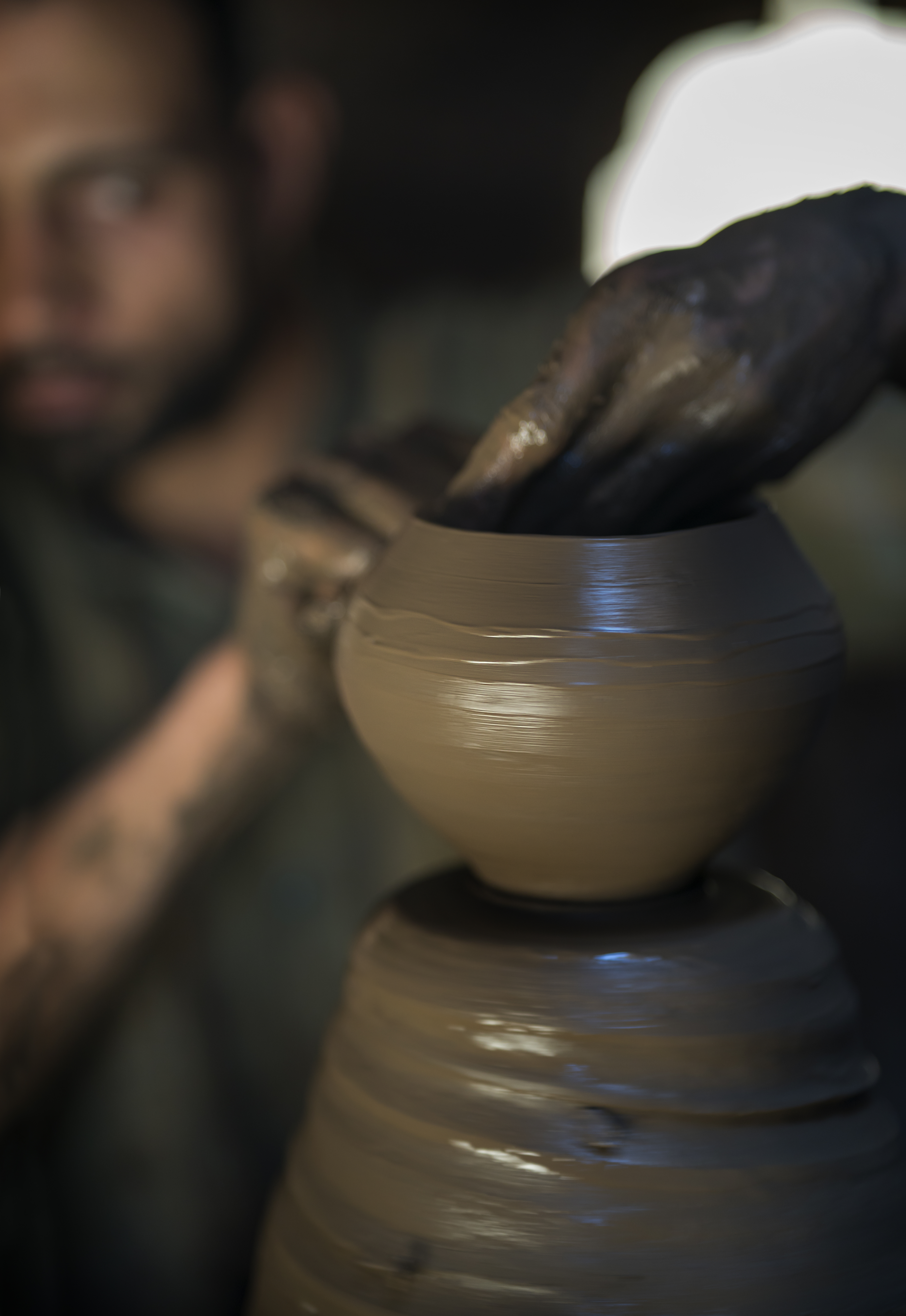
جرة من الفخار

## تاريخ صناعة الفخار
تعد صناعة الفخار من أقدم الحرف في مصر القديمة بدأت حوالى ٤٠٠٠ قبل الميلاد وكانت تستخدم في صناعة الأوعية والأدوات المنزلية وفى التماثيل والتحف الدينية وتعد حرفة صناعة الفخار من الشواهد المميزة للحضارة المصرية القديمة إذ تُعبر عن التطور والرقى ،وفى المتحف المصرى بالتحرير نجد معلومات أُتيحت للجمهور بأن البيئة المصرية قد ساهمت في تنوع المنتجات الفخارية فتنوع الطينات كالطينة الجيرية والطينة الكوالينية والطفل الأبيض قد ساهمت في الحصول على تركيبات طينية جديدة عن طريق خلط طينة بطينة أُخرى ، أما الطينات المستعملة في العهد المصرى القديم فهى طمى النيل وطينات قنا والبلاص والتبين من منطقة التبين بحلوان وتستخدم في تصنيع القلل البيضاء،

## أين تنتشر صناعة الفخار
كما ذكرنا سابقا فإن صناعة الفخار من أقدم المهن التى عرفها الإنسان وظهرت منذ القدم واستمرت حتى الان ، وكان المصريون من أكثر الشعوب التى مارست تلك المهنة وحرصت على اتقانها ففى البدايات كان الهدف هو استغلال الأوانى الفخارية لحفظ الماكولات والمشروبات وتخزين الحبوب ثم تطور ذلك الى إنتاج التحف والمشغولات الخزفية .
ولقد انتشرت هذه الحرفة في عدة أماكن في مصر كان من أهمها :
1. الفواخير: وتقع في منطقة مصر القديمة خلف مجمع الأديان وتحتوى على أبرع الأعمال الفنية الفخارية ولقد عملت الدولة على ادراجها على خريطة المنطقة السياحية والمزارات المهمة .
2. قرية تونس وهى من أشهر الأماكن التى تنتشر فيها حرفة صناعة الفخار و تقع في محافظة الفيوم وتتميز القرية بمنظر جمالى رائع مع عرض المنتجات الفخارية والخزفية للزائرين من كل مكان وقد أسست القرية " ايفيلين بوريه" وهى من أصل سويسرى ولكنها عاشت في ريف مصر معظم سنوات حياتها.

قامت الخزّافة السويسرية إيفيلين بوريه بتأسيس مدرسة لتعليم الفخار في قرية تونس بمحافظة الفيوم، مما ساهم في تحويلها إلى مركز فني وسياحي معروف
1. قرية جريس : وتقع قرية جريس في مركز أشمون محافظة المنوفية وتعتبر من أهم وأشهر أماكن صناعة الفخار في مصر وتشتهر بأنها قلعة صناعة الفخار حيث تحولت القرية إلى ورشة كبيرة فتحول معظم منازلها إلى ورش يمارس فيها تلك الصناعة معظم أهالى القرية كبارا وصغارا .
2. قرية المجفف : بالشرقية كان لها شهرة واسعة في صناعة الفخار حتى التسعينات ولكن في الفترة الأخيرة بدأت الصناعة في الإنقراض بعد ترك أصحاب الحرفة لها .
3. قرية النزلة : وتقع في محافظة الفيوم وتشتهر بصناعة الفخار ويطلق عليها أم القرى حيث توارثتها الأجيال من عام إلى عام منذ قرون .
4. نجع حمادى : وعلى أطراف قرية الرحمانية بنجع حمادى تُصنع أجمل الأوانى الفخارية كتحفة فنية ومع ذلك فان هذه الصناعة تواجه شبح الانقراض.
5. منطقة بطن البقر وتقع في مصر القديمة وتشتهر بصناعة الفخار ولقد تحولت من أماكن عشوائية إلى مزار سياحى بعد التطوير الذى حول الحرفة الى حرفة صديقة للبيئة

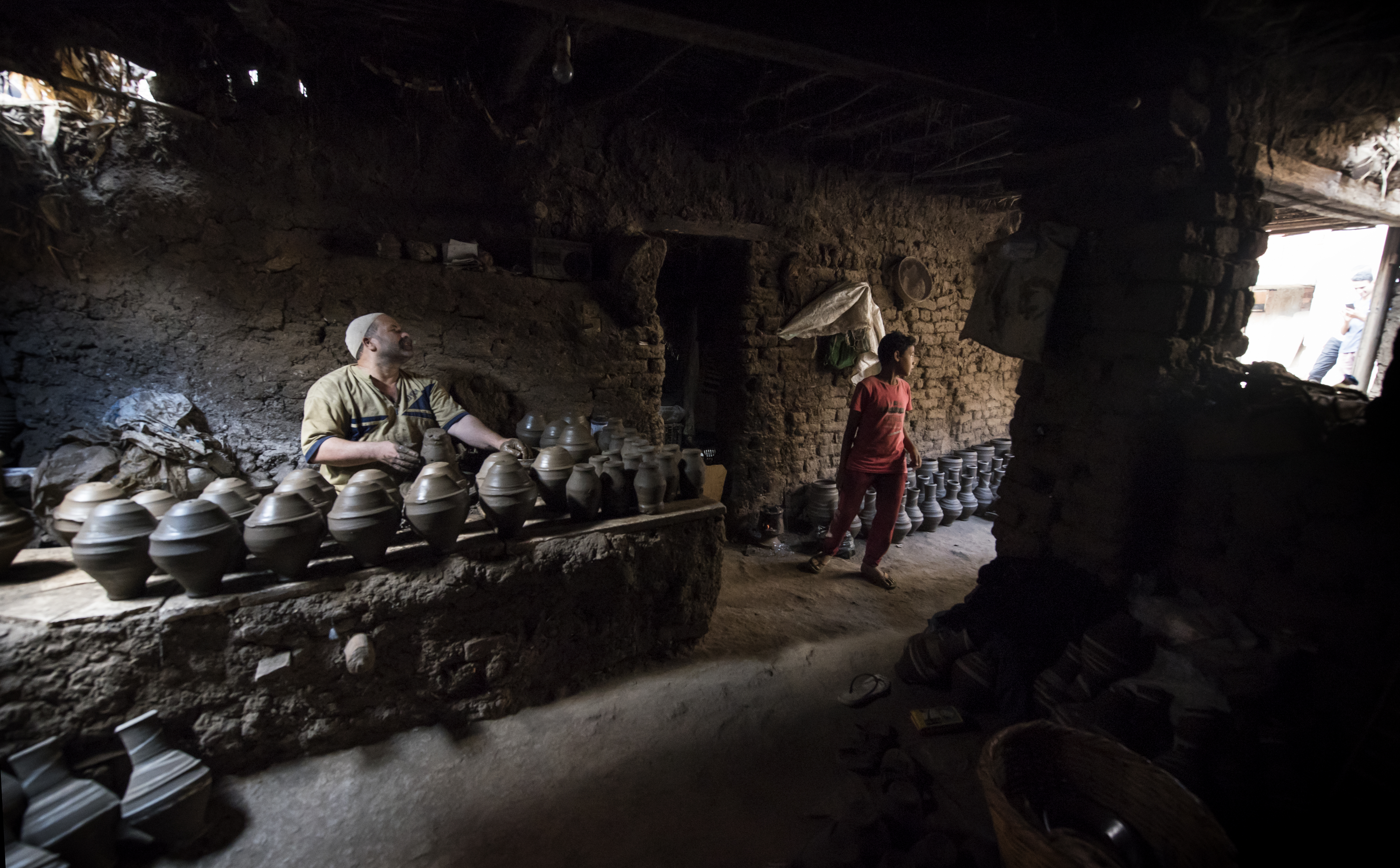
تحويل المنازل في قرية جريس لورش لصناعة الفخار
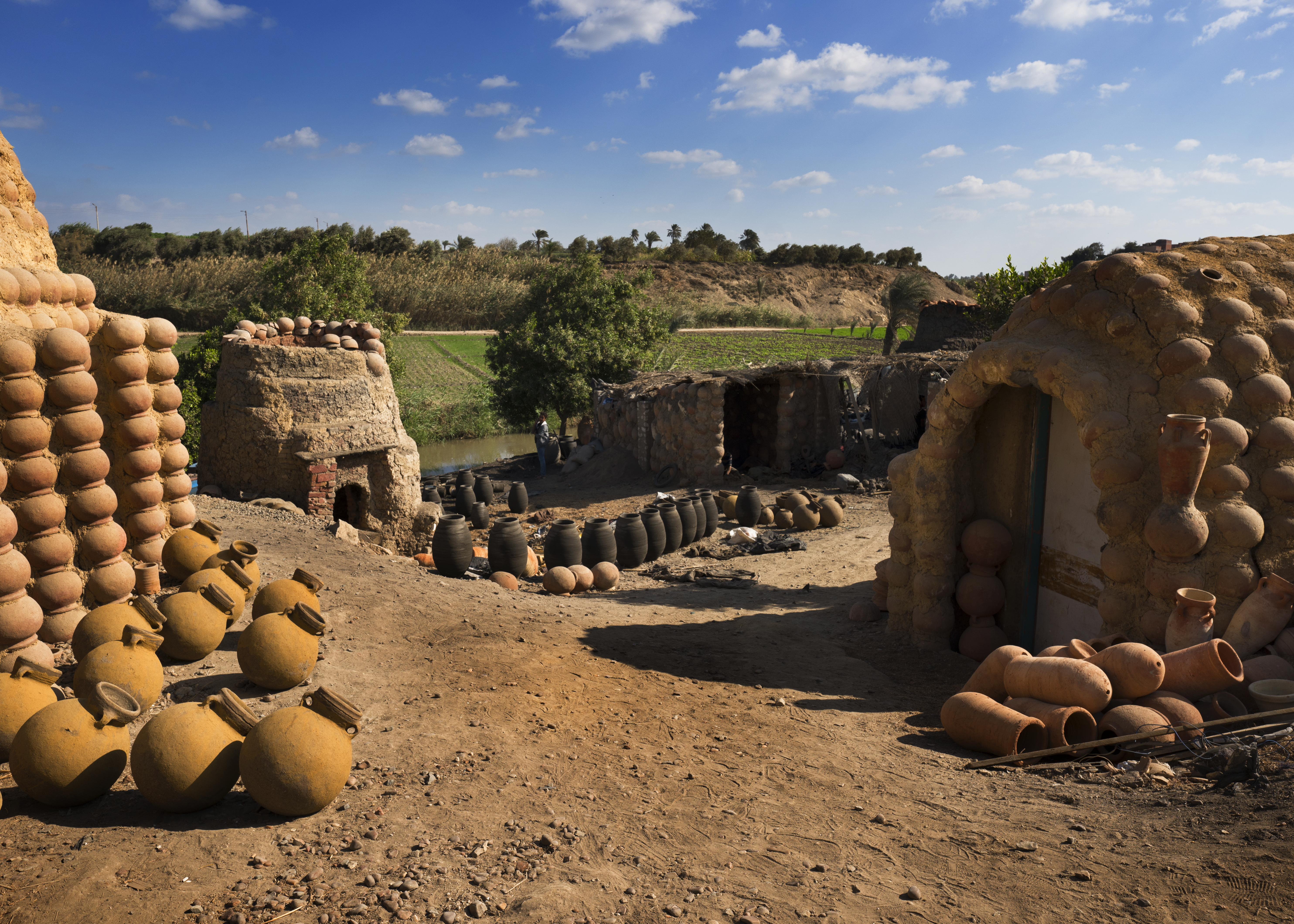
قرية النزلة بالفيوم
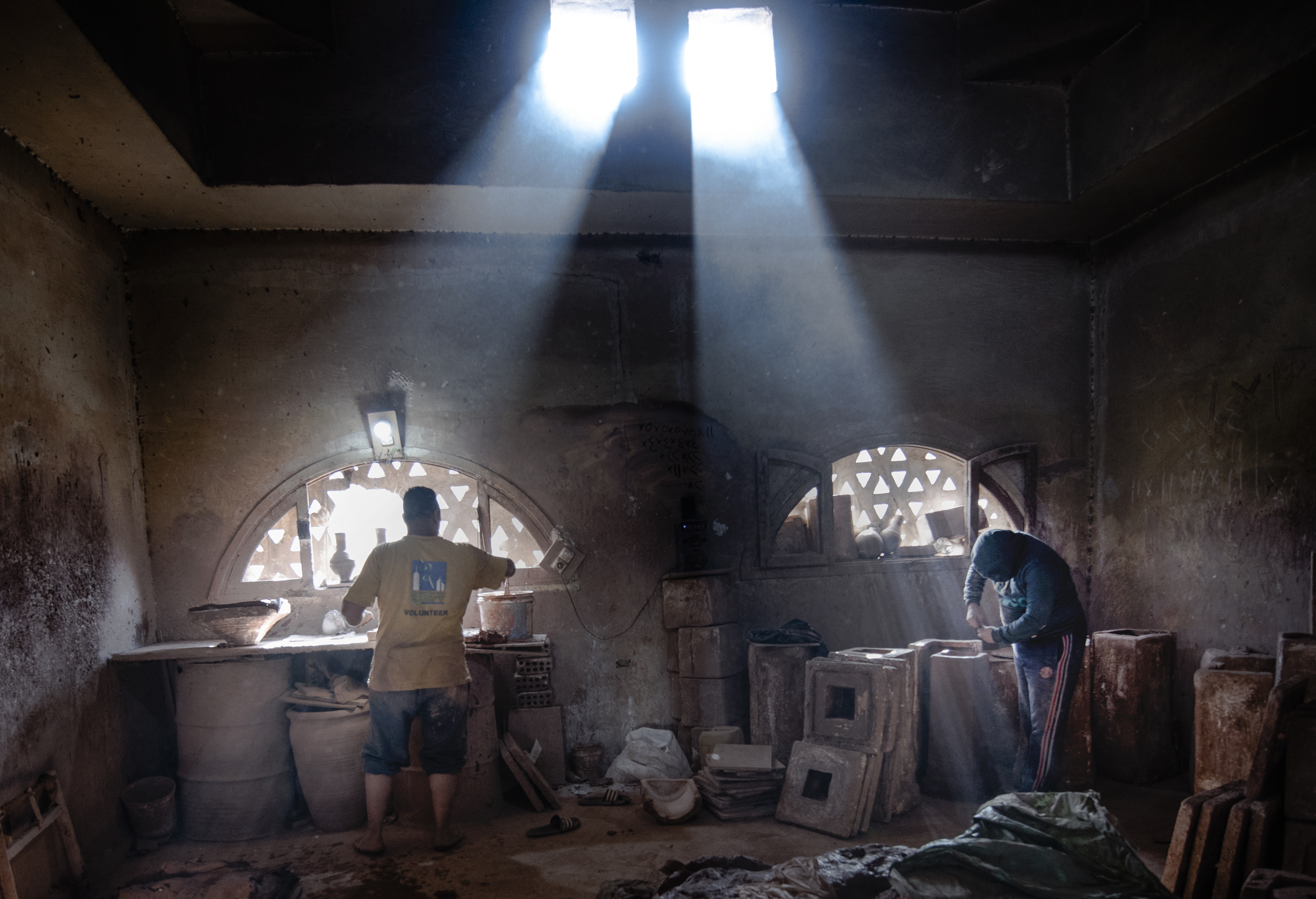
صناعة الفخار في منطقة بطن البقر

## الفخار حول العالم تقنيات وأساليب
الفخار من أقدم الحرف وأكثرها انتشاراً عبر الثقافات والحضارات قديمة وحديثة بدءاً من الهنود الأمريكيين مروراً بالصينيين فاالأفارقة واليونانيين فاليابانيين وغيرهم من الثقافات والحضارات ، وهذه بعض من الحضارات والثقافات التى انتشرت فيها تلك الحرفة وأبدعت فيها:
- إفريقيا وبالتحديد في الجنوب ويطلق عليهم شعب الزولو اشتهرت النساء بصناعة الخزف والأوانى ذات النقوش الدقيقة والمعقدة واستخدمن في ذلك طريقة اللفائف وذلك بلف شرائح من الطين تشبه الحبال الى حد كبير ثم يقمن بحرقها في حفرة مفتوحة لتحصلن على زخارف ذات ألوان مبهجة تعكس هويتهن الثقافية .
- اليونان القديمة : في حوالى القرن السادس قبل الميلاد تميز الإغريق بصناعة الفخار ذى المستوى الفنى العالى والدقيق واستخدموا في ذلك طرق مميزة للرسم على المزهريات كان فيهما اللونين الأسود والاحمر يجسدان مشاهد من حياتهم اليومية وأساطيرهم الإغريقية ، وقد تميزت هذه الفترة بالمزهريات ذات النقوش الدقيقة والألوان الزاهية والمستوى الرفيع الذى أثر فيما بعد على تقاليد الخزف الاوربية .
- الشرق الأوسط : لأكثر من ألف عام كانت مدينة أصفهان مركزاً ذو شهرة كبيرة في صناعة الفخار والذى تميز بطلاء معدنى لامع قزحى الألوان ممزوج بأكاسيد معدنية تُضفى عليه روعة في الالوان ودقة في الزخارف الخطية والنباتية .
- إيطاليا : من الخزف الإسلامى استلهم الخزافون الإيطاليون و طوروا خزفهم بألوان زاهية مطلية بالقصدير وزخارف نباتية عربية ومشاهد تاريخية وأسطورية وكان هواة جمع التحف منذ عصر النهضة دائما مالديهم الرغبة في اقتاء منتجات ديروتا وماجوليكا الفخارية المطلية بالزجاج .
- اليابان : كان الخزافون اليايانيون من أكثر الشعوب اتقاناً للتزجيج وحرق الخزف المضىء فكان من أشهر تقاليدهم خزف الراكو الذى تميز بأوانى الشاى المطلية بالرصاص حُرقت على درحات حرارة منخفضة عن طريق الاختزال باستخدام أكسيد النحاس ، .
- سكان أمريكا الأصليين :طورت العديد من قبائل أمريكا الشمالية الأصلين طرق حديثة كاستخدام اللفائف والصقل والحرق في الحفر لصنع أوانى عملية وابتكرت بعض الشعوب في الجنوب الغربى فخاراً أسوداً على أبيض به نقوش هندسية بينما صنعت قبائل شمال غرب المحيط الهادى الاوانى المزينة بالنقوش المنحوتة.
- الصين : من أعرق الشعوب في صناعة الفخار ومن أقدمها حيث تمتد لأكثر من 8000 سنة وقد اشتهرت أوانيها الزرقاء والبيضاء شهرة عالمية في عهد أسرة مينغ حتى أوانى قشر البيض ذات الزخارف الدقيقة الشفافة في عهد أسرة تشينغ. آنيتان خزفيتان تعودان إلى فترة الإمبراطور يونغلي (1402-1424) في عهد أسرة مينغ

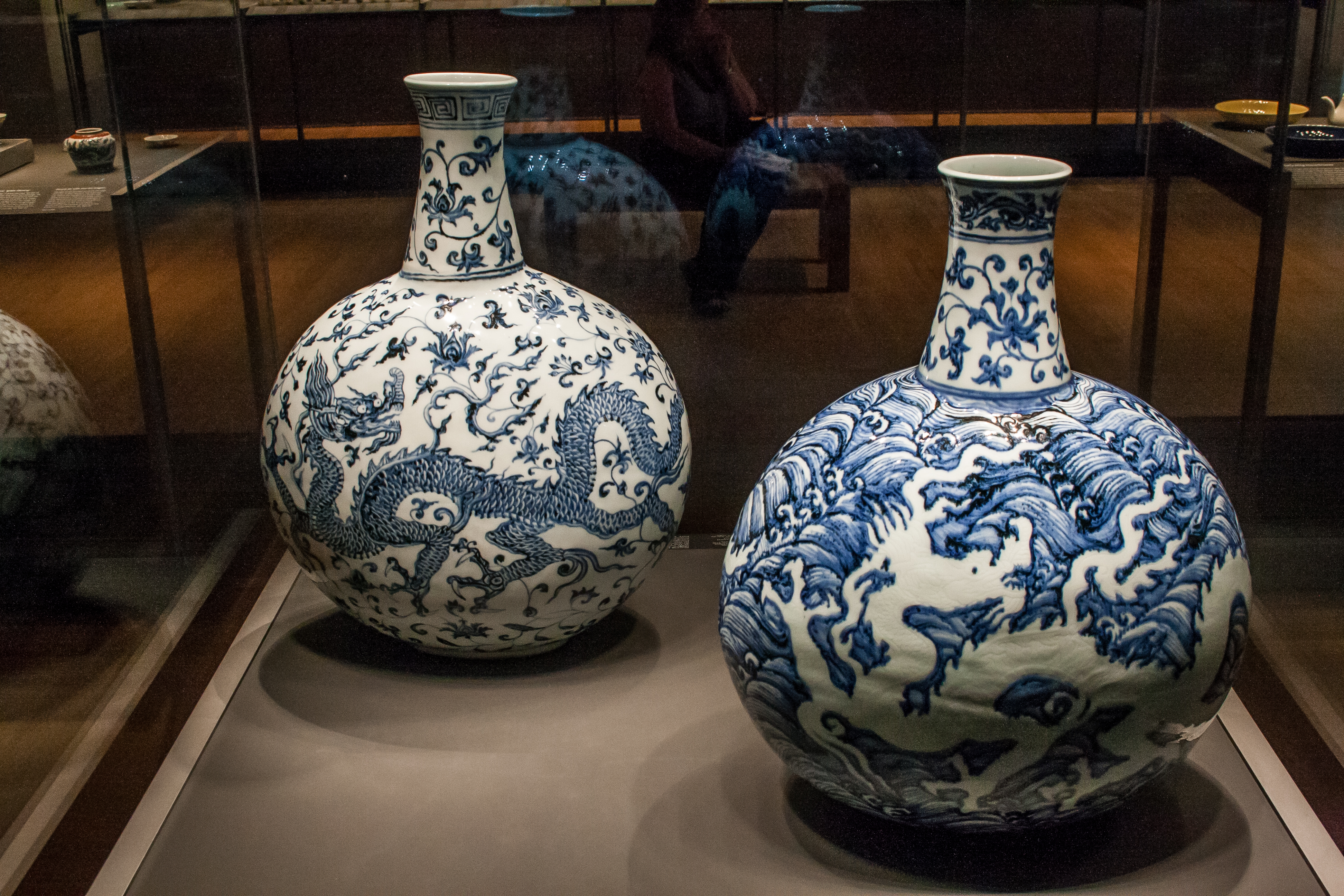
آنيتان خزفيتان تعودان إلى فترة الإمبراطور يونغلي (1402-1424) في عهد أسرة مينغ

ولا يزال الفخار وسيلة جيدة للتعبير عن الثقافات المختلفة ففى كل ثقافات العالم استمدت من مواردها وزخارفها ومعانيها وأضفت طابعاً على أعمالها الخزفية و لذلك وجب على خزافى اليوم الاستفادة من هذا التنوع الثقافى بابتكار اعمال جديدة معاصرة مع الحفاظ على الهوية الثقافية التقليدية واستحداث اساليب جديدة تعمل من شأنها على ازدهار تلك الصناعة والحفاظ عليها من الانقراض.

## الخطوات الرئيسية التى تطبق أثناء صناعة الفخار
- خلط الطين: تعد الخطوة الأولى من خطوات صناعة الفخار وتعتمد على إضافة الماء للطين في خزان مناسب للخلط حتى يصبح الطين جاهزاً للتشكيل ويتوزع الماء بين مكوناته ثم القيام بترشيح الطين ليتم التخلص من الماء الزائد قبل وضعه على الطاحونة الخاصة ببدء العمل وهى اسطوانة( عجلة الفخار) يوضع عليها الطين ثم يبدأ صانع الفخار بدورانها ليتمكن من تشكيل الطين بطريقة صحيحة .

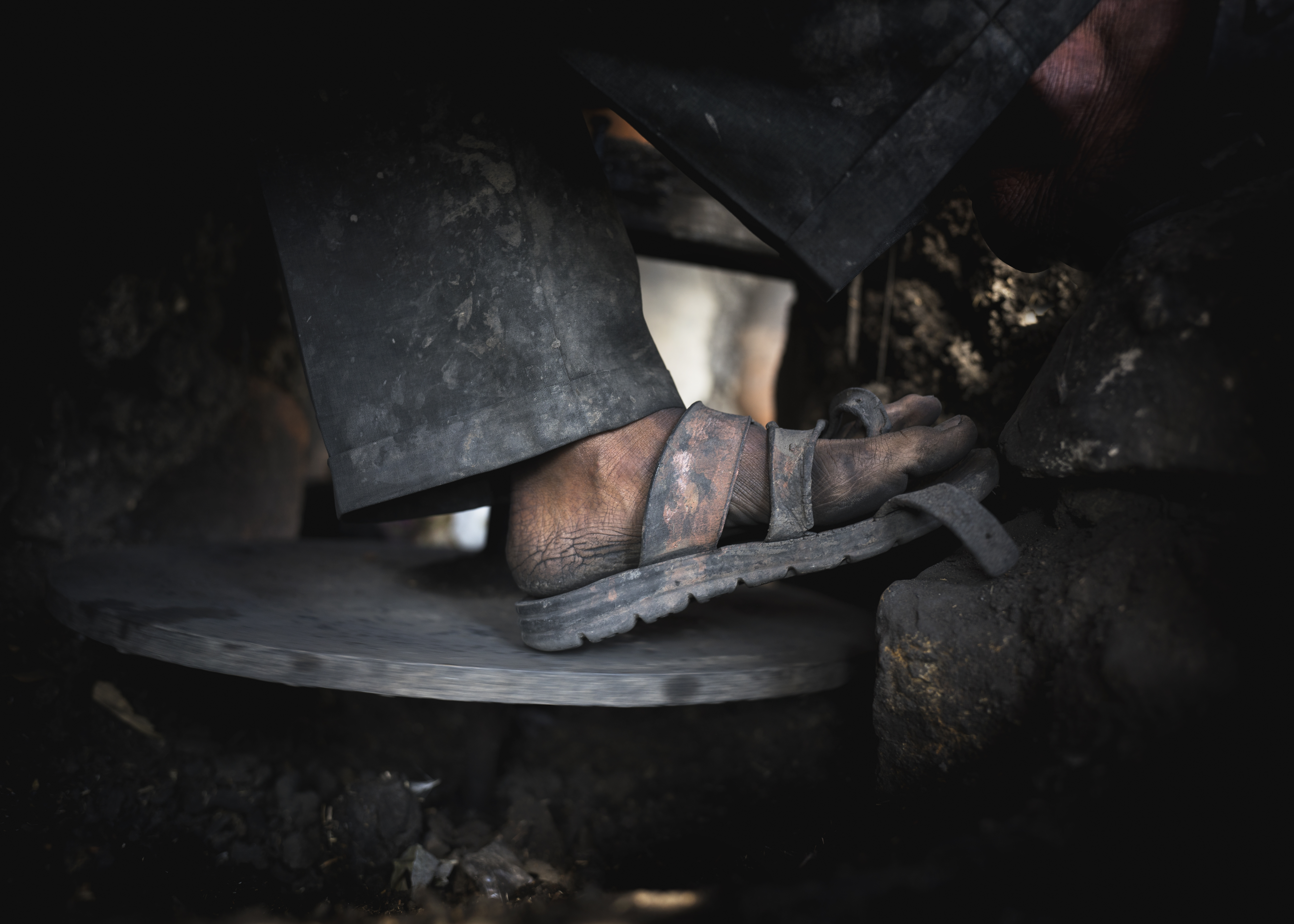
استخدام العامل قدمه للف عجلة الفخار

- استخدام العامل قدمه للف عجلة الفخارالتجويف : وهى الخطوة التالية قى صناعة الفخار حيث يقوم العامل بتشكيل عمق الأوانى الفخارية بيديه أو قد يستعين بألة خاصة لتجويف الفخار للحصول على أوانى مجوفة مثل المزهريات فيقوم بلف الأسطوانة في نفس الوقت مع لف الطين المبلل الموجود فوقها ويستمر في اللف حتى يحصل على التجويف المناسب للإناء والحصول على حجمه المناسب كما يمكن أيضا استخدام قوالب جاهزة بطريقة سهلة وسريعة.
- الصب : هو صب الفخار داخل قالب من الجص أو الجبس مما يساعد على جفاف الفخار لما تبقى من الماء كما أن القالب قد يحتوى من الداخل على نقوش او رسومات بحيث تعطي الفخار شكلا جماليا على طبقته الخارجية .
- التزجيج : وهو الخطوة قبل الأخيرة وبعد التأكد من جفاف الفخار نهائيا تستخدم الألوان لإضافة الطلاء إليه وقد يستخدم لون واحد أو عدة ألوان في حال لم تستخد النقوش أثناء مرحلة الصب .
- الحرق : وهو المرحلة الأخيرة وتستخدم أفران الحرق عن طريق الخشب أو الفحم أو الكهرباء ومن ثم تعريض الفخار لدرجة حرارة عالية فتساعد على جفافه وجفاف الطلاء الموجود عليه والتاكد من جفاف الفخار نهائيا إذانا باستخدامه للغرض الذى خُصص له[3] ويقوم بهذه المرحلة المعلم وهو من أقدم العاملين في هذه الحرفة حيث أنها عملية تحتاج الى حساسية عالية تسمح له بالوقوف على الأوانى التى لم تحرق بعد[4]

## ماهى المشكلات أو التحديات التى تواجه هذه الصناعة؟
برغم ان صناعة الفخار من أقدم الحرف التى عرفت من آلاف السنين في مصر وعاصرت العديد من الحضارات على مر العصور أثرت وتأثرت بها إلا أن هذه الحرفة معرضة للإنقراض و ذلك لعدة أسباب:
1. المواد الخام : يعتبر الحصول على المواد الخام من أكبر المشكلات التى تواجهها حرفة صناعة الفخار فمن متطلباتها العثور على نوعية خاصة من الطين تكون عالية الجودة أصبح من الصعب الحصول عليه علاوه على تحديات نقص الموارد والتأثيرات السلبية على البيئة.
2. المنافسة : إن وجود منافسة قوية لصناعة الفخار تتمثل في وجود بدائل أخرى كالبلاستيك والزجاج والمعدن و تكون في الغالب أرخص و يمكن الحصول عليها بسهولة مم أثر ذلك بالسلب
3. نقص العمالة : وعزوف الشباب عن ممارسة هذه الحرفة و توفر فرص عمل في المدن مما أدى الى عدم وجود العمالة الماهرة وبالتالى صعوبة انتاج منتجات ذات جودة عالية منافسة .
4. التغييرات البيئية : كما ذكرنا سابقا فان صناعة الفخار لها تاثيرات سلبية على البيئة بسبب اعتمادها على الحرق مم يسبب في تلوث بيئى ومناخ غير صحى .
5. هامش ربح بسيط وذلك نتيجة صعوبة وصول الحرفيين الى الأسواق واعتمادهم على تجار الجملة الذين يحصلون على معظم الأرباح .

## كيف نواجه هذه المشكلات؟
رغم ماتواجهه صناعة الفخار من مشكلات إلا أن هناك العديد من الفرص والحلول التى يمكنها ان تحافظ على هذه الحرفة من الإنقراض :
1. برامج تدريبية : إن ضمان الاستمرارية في صناعة الفخار تكمن في نقل المعرفة من جيل إلى جيل عن طريق عمل دورات تدريبية وتشجيع الأجيال الجديدة بداية من المدارس وتطوير المناهج وانشاء أقسام مستحدثة في الجامعات العملية مثل كليات الفنون تهتم بتصنيع الخزف.
2. ابتكار طرق جديدة في التصميم و عدم الاقتصار على الصناعت التقليدية القديمة بل ينبغى استحداث طرق وابتكارات تساعد على استمرارية الصناعة وتطورها لجذب جمهور أوسع مع دمج العناصر التراثية مع منتجات ديكورية معاصرة يسهم ذلك في جذب فئات ونوعيات مختلفة من المستهلكين .
3. السياحة الثقافية من المهم دمج صناعة الخزف بالسياحة التثقيفية و التركيز على صناعة الفخار بحيث تكون وجهة سياحية جديدة لجذب عدد أكبر من السياح اذ يرغب العديد من السياح بمشاهدة مراحل تصنيع الفخار واقتناء العديد من القطع الفريدة ذات الطابع التراثى وذلك يساعد عى استمرارية الصناعة وتطورها . وإدرار دخلا إضافيا .
4. طرق جديدة في التسويق : لا يجب الاقتصار على طرق التسويق القديمة والتى كانت تعتمد على تجار الجملة الذين كانوا يحصلون على أكبر هامش ربح واستحداث طرق جديدة عبر شبكات التواصل الاجتماعي كالفيسبوك والإنستجرام لعرض منتجات الخزف والترويج لها . كما يمكن أيضا الترويج بشكل احترافى لجذب وجهات عالمية وتحقيق مبيعات خارجية دولية .
5. برامج جديدة للحفاظ على البيئة و تلك من أهم التحديات التى تواجهها صناعة الخزف لذلك لابد من الاهتمام بها ويتم ذلك عن طريق الاعتماد على الطين المحلى وتطوير أفران الحرق لتصبح أفران اكثر كفاءة واستخدام طرق حرق آمنة صديقة للبيئة.
6. وأخيراً يأتى دور الحكومة والمنظمات غير الحكومية وتتمثل في النقاط التالية:
  - الترويج السياحى وإدراج بعض القرى في برامج السياحة الثقافية.
  - الزراعة المستدامة : تشجيع الممارسات الزراعية المستدامة للحصول على تربة جيدة.
  - الدعم المالى عن طريق اعطاء قروض ميسرة للحرفيين .
  - الاهتمام بالبنية التحتية وتحسين الطرق والمواصلات لتسهيل الوصول إلى الأسواق
  - عمل دورات تدريبية و معارض ترويجية محلية وعالمية للمنافسة في الأسواق العالمية والمحلية

## أهمية هذه الصناعة
- التعبير عن التراث الفنى وتوثيقهه و الحفاظ عليه اذ تحتل حرفة صناعة الفخار مكانة مرموقة بين المجتمعات والشعوب العربية كما أن له دوره في المحافظة على الهوية الثقافية من جيل إلى جيل و عبر الحضارات القديمة المختلفة فهى حرفة ورثها الجيل الجديد ويعمل على تطويرها مع الحفاظ على هويتها التراثية الأصيلة ولا ننسى الدعم والتوثيق اللذان تحظى بهما من المؤسسات الحكومية وغير الحكومية للحفاظ على تلك الحرفة ودعمها وحمايتها من الإنقراض.
- مصدر دخل مهم للكثير من الأسر والحرفيين الذين يعملون بهذه الحرفة حيث تعمل على تحسين نوعية الحياة لديهم وذلك بخلق فرص عمل كثيرة تدر عليهم دخلاً من بيع الأوانى الفخارية و والزخرفية وتفتح أسواقا جديدة محلية وعالمية للقرى التى تشتهر بتلك الصناعة وتتقنها .بعدما تطورت أشكالها وخاماتها مع بقاء القديم لرونقه وأصالته وتميزه عن المنتجات الأخرى.
- الفخار منتج صديق للبيئة بالرغم من استخدام النار في صناعته إلا أنه أفضل من الأونى المصنوعة من البلاستيك كما أنه يمكن استخدامة عدة مرات فالفخار بعد كسره يمكن إعادة تدويره وتشكيله مرة أخرى واستخدامه مرات ومرات ويعتبر أكثر استدامة ومراعاة للبيئة وحفاظا عليها

## معرض الصور

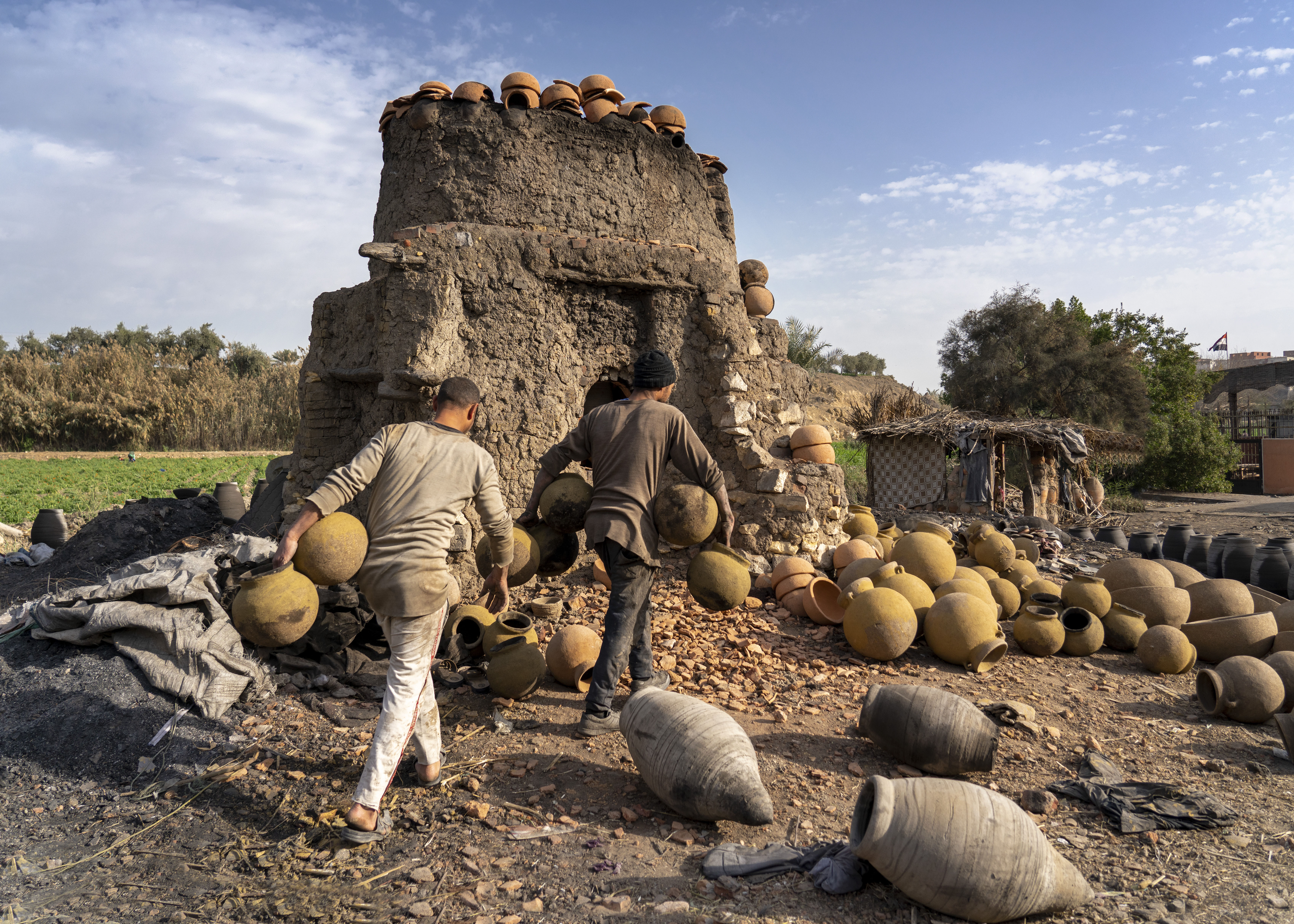
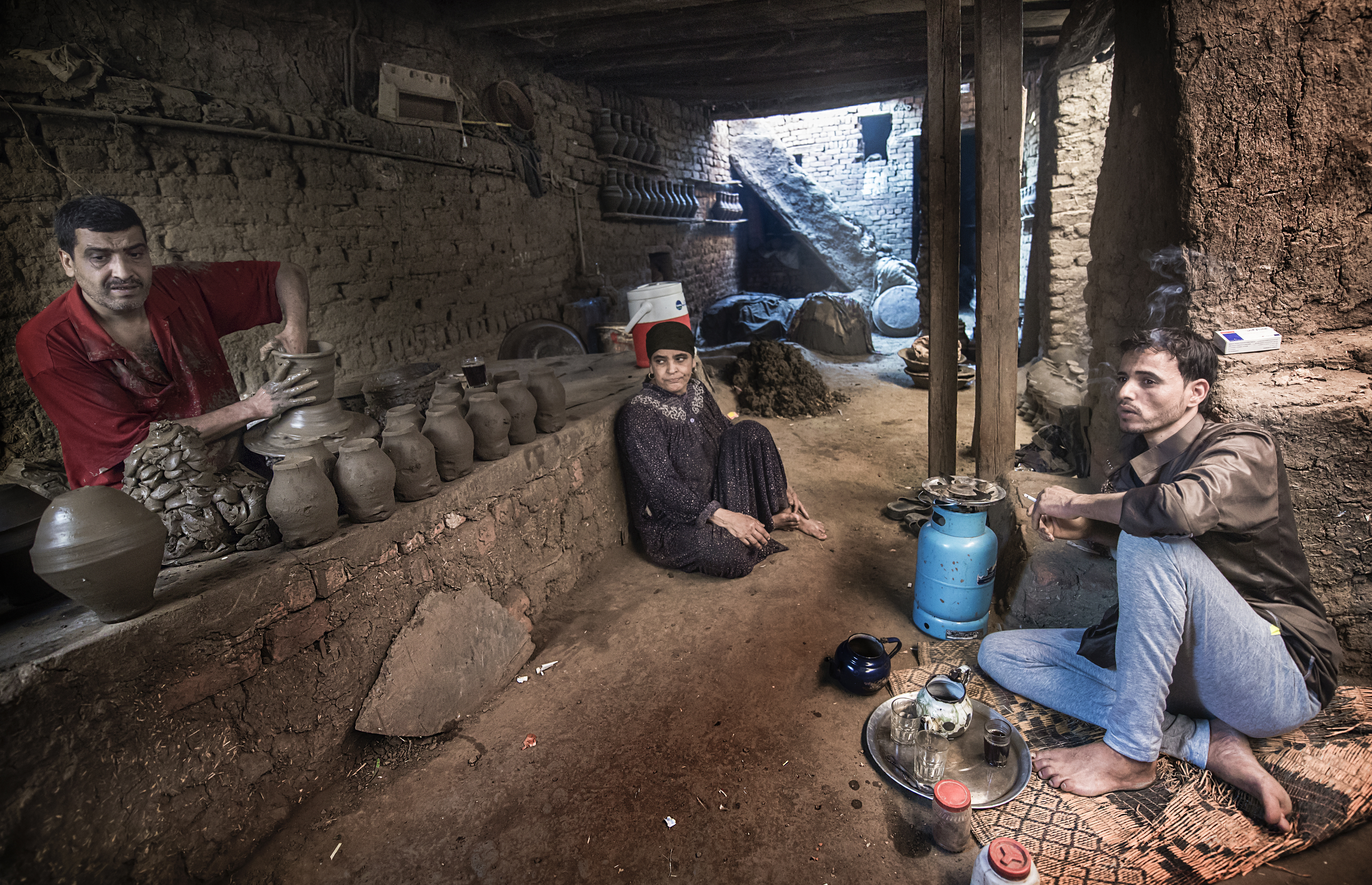
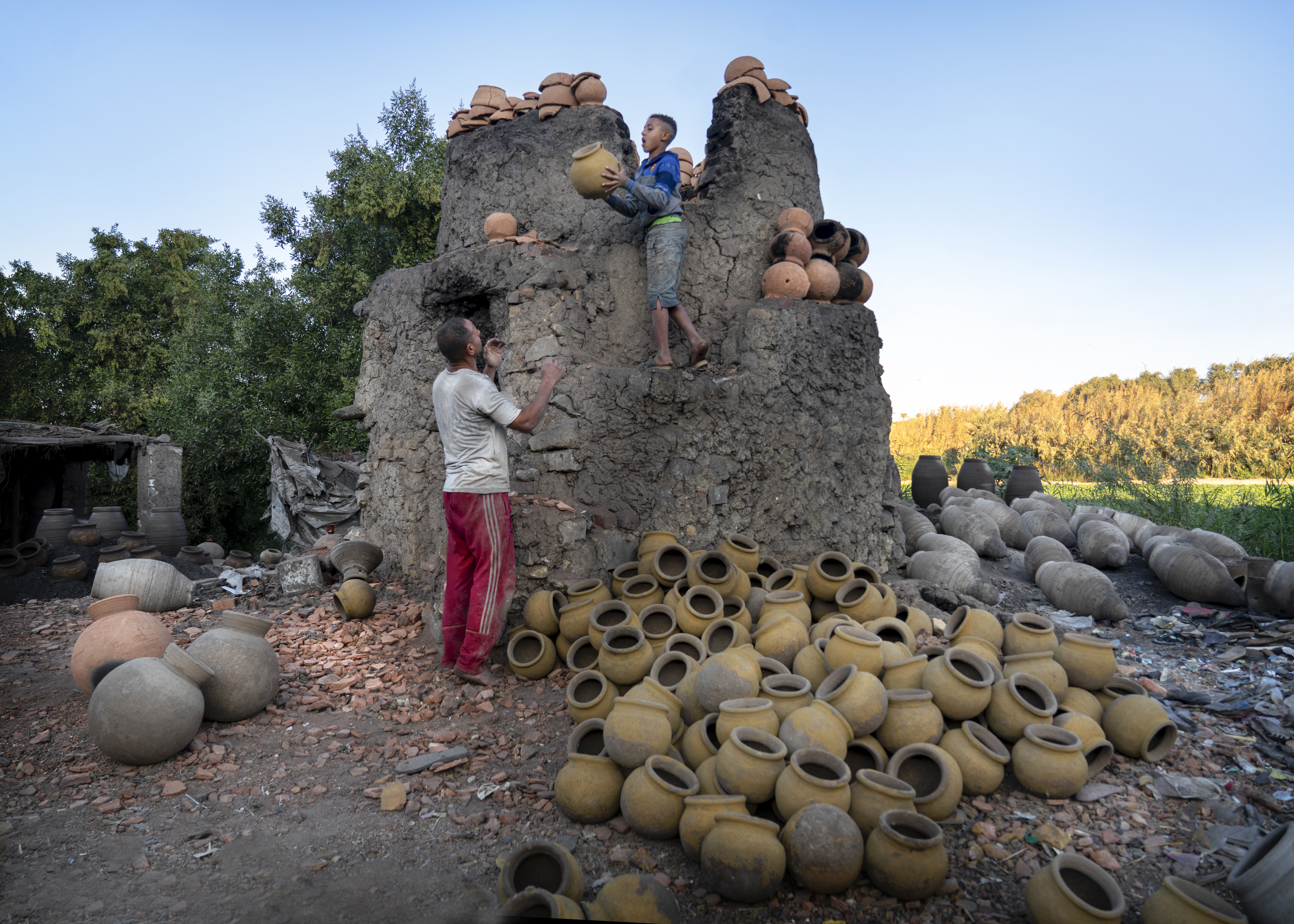
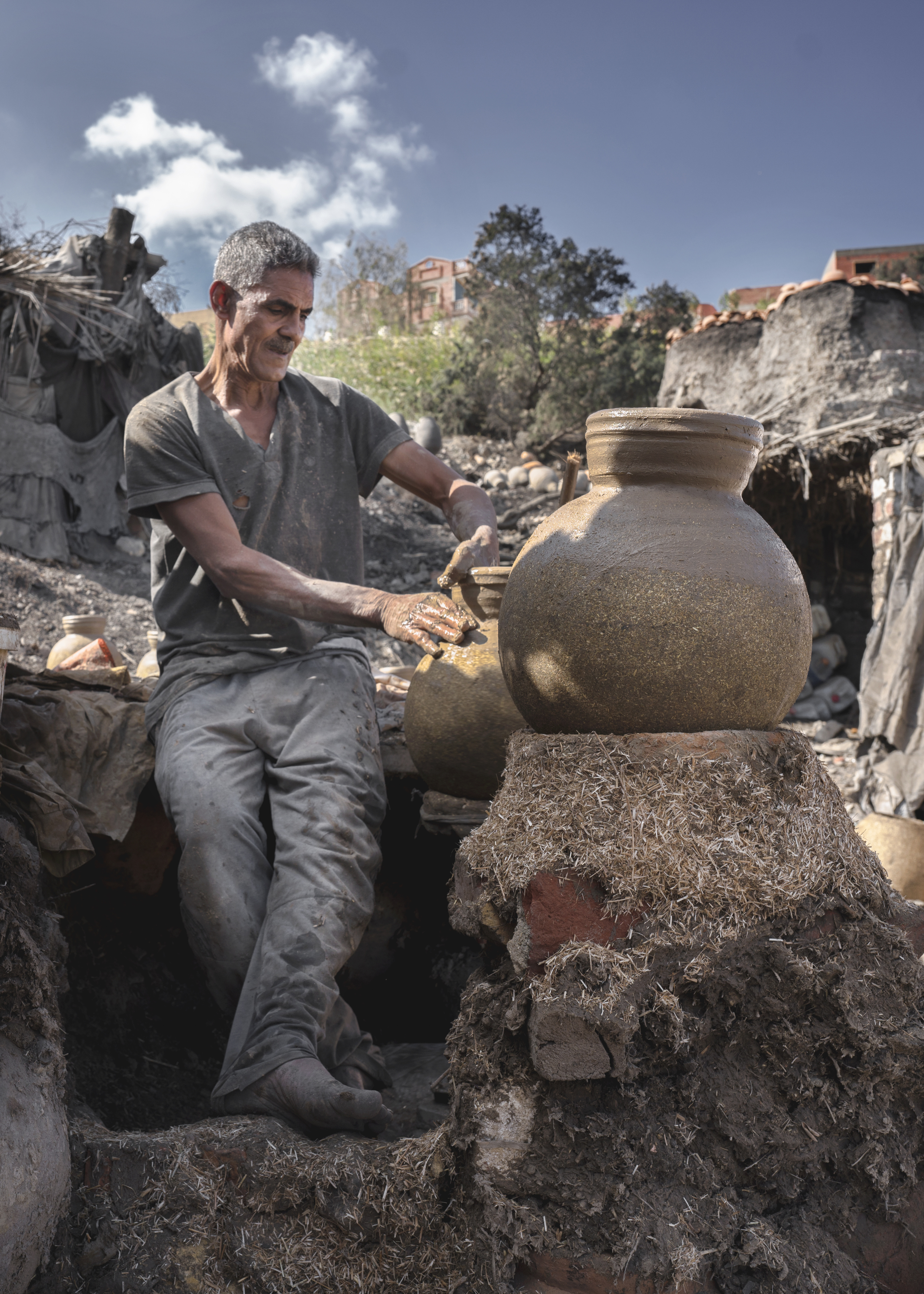
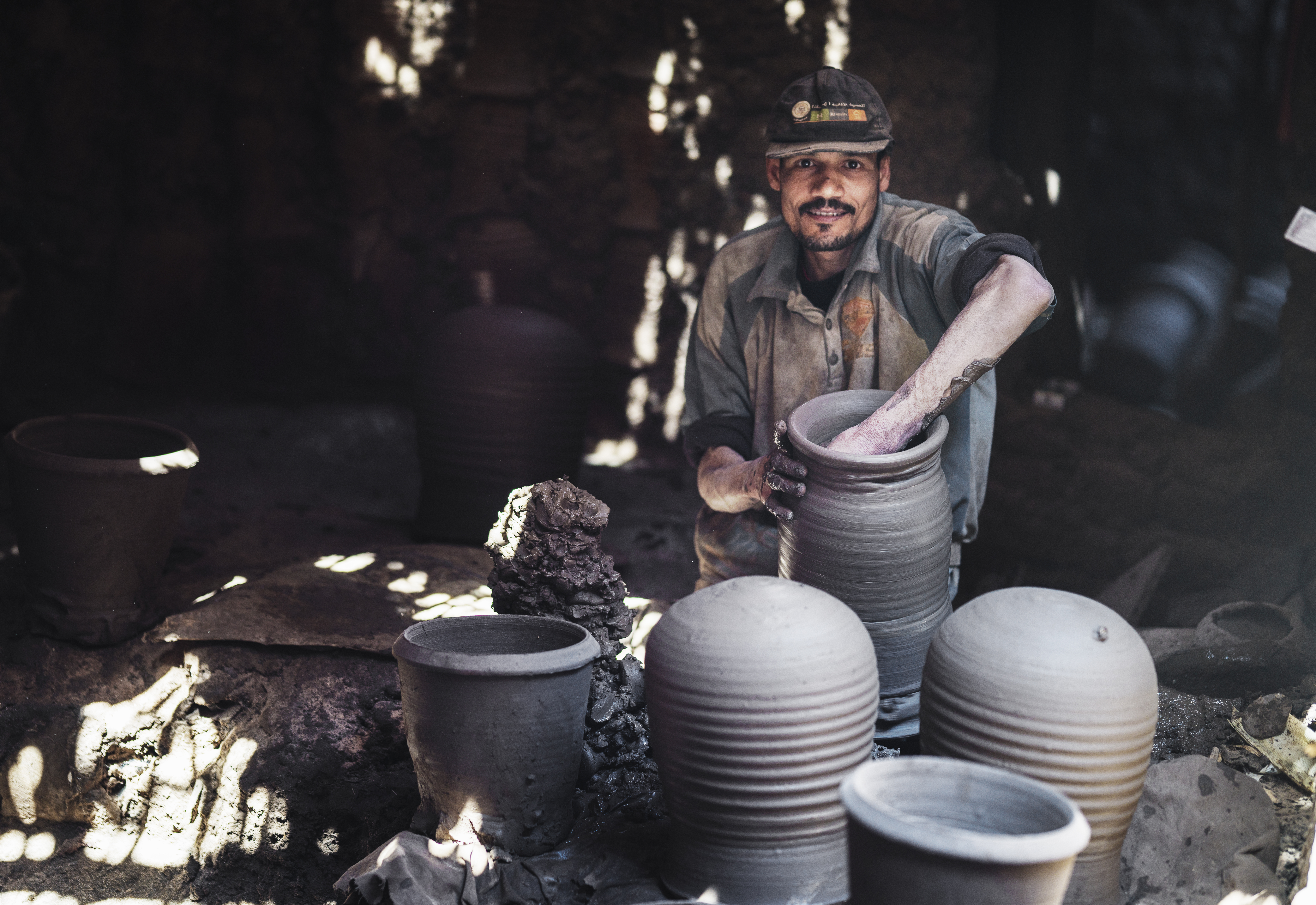
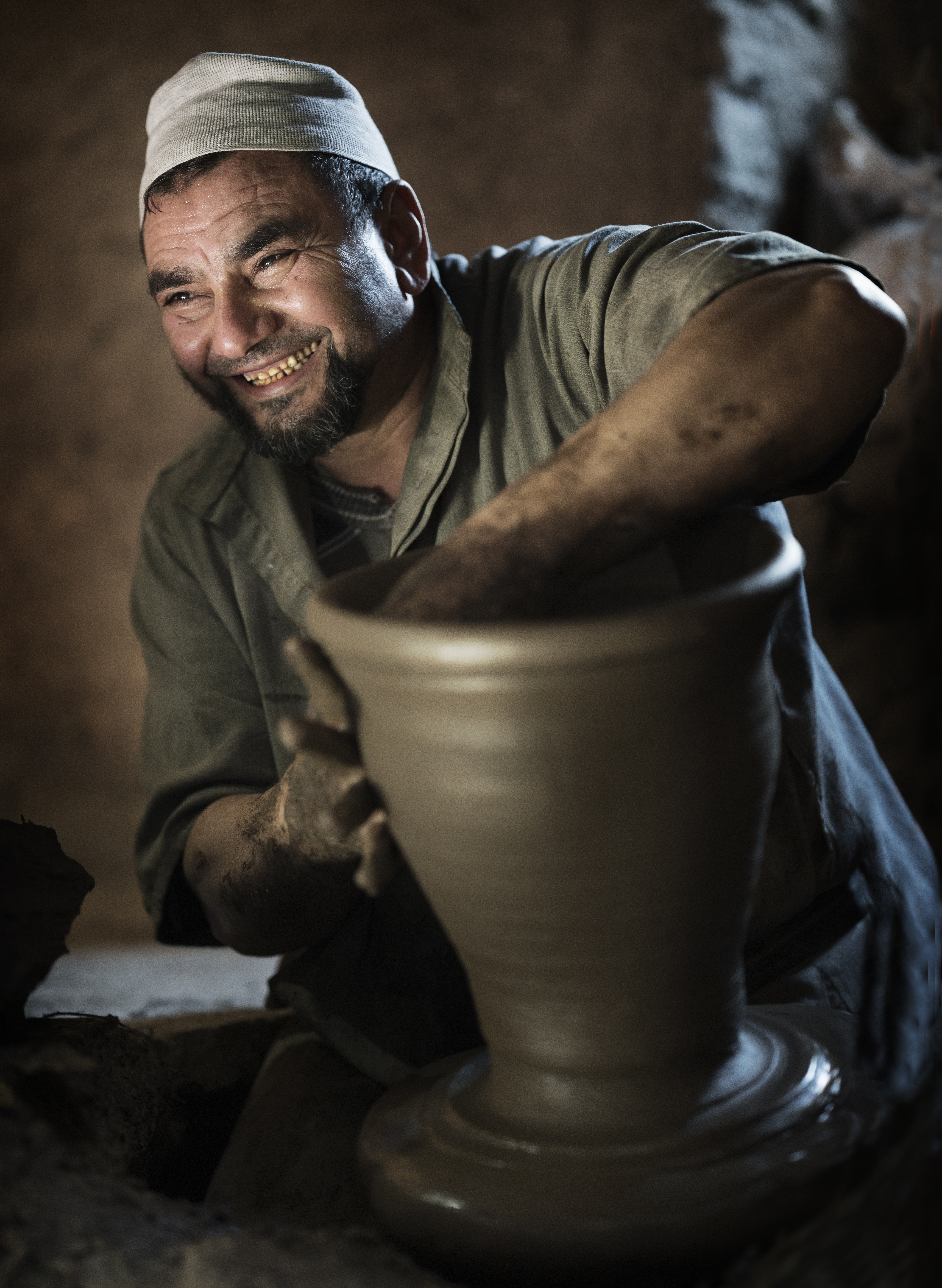

## وصلات خارجية
- بوابة الاهرام الفخار هبة النيل
- البوابة الإلكترونية محافظة الوادى الجديد منتجات صناعة الخزف والفخار بمحافظة الوادى الجديد